# Weißensee, Sömmerda
Weißensee là một town huyện Sömmerda, trong Thüringen, nước Đức. Đô thị này có diện tích km², dân số thời điểm 31 tháng 12 năm 2006 là người. Đô thị này có cự ly 6 km về phía tây bắc Sömmerda, 25 km về phía bắc Erfurt.